# Andreas Joachim Hertel
Andreas Joachim Hertel (* 1969 in Stuttgart) ist ein deutscher Schauspieler. 

## Leben
Seine Schauspielausbildung absolvierte Hertel in München bei Markus Fennert, Carola von Seherr-Thoss und Paul Harnischfeger; Stimme und Sprache wurden bei Astrid von Jenny und Claudia Fiedler ausgebildet. Gesangsunterricht erhielt er bei Gillian Crichton und Alison Welles. Andreas Joachim Hertel lebt in München.

### Theater
Engagements führten ihn an das Landestheater Dinkelsbühl und das Landestheater Burghofbühne Dinslaken. Dort war Andreas Joachim Hertel unter anderem in der deutschen Erstaufführung des Monologs Monsieur Ibrahim und die Blumen des Koran unter der Regie von Adnan G. Köse zu erleben. Er arbeitete unter anderem mit den Regisseuren Benjamin Sahler, Norman Warmuth, Christian Alexander Schnell, Inge Flimm, Thomas Luft und David Dietl zusammen.
Von 2006 bis 2009 gehörte er zum Ensemble des ValentinKarlstadt Theaters in München. Ebenfalls unter der Regie von Adnan G. Köse spielte Andreas Joachim Hertel während RUHR.2010 – Kulturhauptstadt Europas die Rolle des Thomas in Köses Bergarbeiter-Drama Unter Tage. Aufführungsort war die ehemalige Kaue der Zeche Lohberg.
Sein Rollenspektrum umfasst so unterschiedliche Rollen wie den Giesecke in Im weißen Rößl bis zum Macbeth in Shakespeares gleichnamiger Tragödie.

### Film
Unter der Regie von Adnan G. Köse agierte er als Barkeeper im Kurzfilm Zur Hölle mit Dir (2002), als Geldeintreiber im Kurzfilm Klageruf der Saz (2003/4) und als Mann im Schallplattenladen  in  Lauf um Dein Leben – Vom Junkie zum Ironman (2008) sowie als Stefan Vierst in Kleine Morde (2012).
Außerdem ist er als Hermann im Kurzfilm Werkstatt (2020) zu sehen, der auf dem Bundesfestival junger Film aufgeführt wurde.

## Hörspiele (Auswahl)
- 1990: T. H. White: Schloss Malplaquet oder Lilliput im Exil (Liliputaner) – Bearbeitung und Regie: Angeli Backhausen (Hörspielbearbeitung – SR)